# Dina Merrill
Dina Merrill, właśc. Nedenia Marjorie Hutton (ur. 29 grudnia 1923 w Nowym Jorku, zm. 22 maja 2017 w East Hampton) – amerykańska aktorka, ekonomistka, bizneswoman i filantrop.

## Filmografia
Filmy:
- Biuro na tranzystorach (1957) jako Sylvia Blair
- Operacja „Halka” (1959) jako porucznik Barbara Duran
- Przybysze o zmierzchu (1960) jako Jean Halstead
- Butterfield 8 (1960) jako Emily Liggett
- Młodzi dzicy (1961) jako Karin Bell
- Tata w zalotach (1963) jako Rita Behrens
- Dzień weselny (1978) jako Antoinette „Toni” Sloan Goddard
- Co jest grane (1980) jako Connie Herschel
- Golfiarze II (1988) jako Cynthia Young
- Strach (1990) jako Catherine Tarr
- Barwy prawdy (1991) jako Joan Stiles
- Gracz (1992) jako Celia
- Szwy (1993) jako Alice Jameson
- Wielki Joe (1998) jako kobieta
- Gorsza siostra (1999) jako Pucky
- Żar (2002) jako Phoebe
- Wspaniałość Ambersonów (2002) jako pani Johnson
- Pokerzyści (2003) jako Dina
- Ponad wszelką wątpliwość (2009) jako kobieta na sali rozpraw

Seriale telewizyjne:
- Spotkanie z Alfredem Hitchcockiem (1962–65) jako Laura (gościnnie, 1962)
- Doktor Kildare (1961–66) jako Evelyn LeFevre (gościnnie, 1962)
- Prawo Burke’a (1963–66) jako Barrie Coleman (gościnnie, 1963)
- Bonanza (1959–73) jako Susannah Clauson (gościnnie, 1966)
- Daktari (1966–69) jako Janet Lorne (gościnnie, 1966)
- Batman (1966–1968) jako Calamity Jan (gościnnie, 1968)
- Quincy (1976–1983) jako Claire Garner (gościnnie, 1976)
- Korzenie: Następne pokolenia (1979) jako pani Hickinger
- Statek miłości (1977–1986) jako Helen Ames (gościnnie, 1979)
- Napisała: Morderstwo (1984–1996) jako Monica Douglas/Annie Floret (gościnnie, 1990 i 1992)
- Pomoc domowa (1993–1999) jako Elizabeth Sheffield, matka Maxwella (gościnnie, 1995)
- Roseanne (1988–97) jako Doris (gościnnie, 1996)
- Mściciel (1998–1999) jako Ellen Hayworth (gościnnie)